# 루던 웨인라이트 3세
라우던 웨인라이트 3세(Loudon Wainwright III, 영어 발음: /ˈlaʊdən/, 1946년 9월 5일 ~ )는 미국의 싱어송라이터, 배우이다.

## 출연 작품

### 영화
- 2003년 빅 피쉬 - 비먼 역